# Den hemmelighedsfulde ø
Den hemmelighedsfulde ø (original titel: L'Île mystérieuse) er en fransk roman af Jules Verne fra 1874. Den originale udgave er illustreret af Jules Férat. Romanen følger Vernes berømte En verdensomsejling under havet, men indholdsmæssigt er den meget anderledes.
De danske versioner mellem 1951 og 1967 er illustreret af Oscar Knudsen.

## Handling
Bogen fortæller om fem amerikanere på en ubeboet ø i det sydlige Stillehav. Historien begynder i den amerikanske borgerkrig under angrebet på Richmond i Virginia, hovedstaden i de sammensluttede stater i Amerika. Mens sult og død raserer byen, beslutter fem fanger at flygte på en lidt usædvanlig måde – ved at kapre en ballon.
De fem er jernbaneingeniør i hæren Cyrus Smith og hans afro-amerikanske hjælper, som vi kun lærer at kende ved fornavnet Nab (forkortelse af Nebukadnezar, som Verne gentagne gange fastslår ikke er hans slave, men hans butler), Sejleren, Pencroff, og hans protegé Harbert Brown (en ung dreng som Pencroff opdrager efter hans fars død, Pencroffs tidligere kaptajn). Den femte er journalisten Gideon Spillett. Selskabet er komplet med Cyrus' hund 'Top'.
Efter flere dages flyvetur i stormvejr, styrter gruppen ned på en fiktiv vulkanø 2.500 km øst for New Zealand. De kalder øen "Lincoln Island" til ære for den amerikanske præsident. Ved hjælp af den intelligente og opfindsomme ingeniør Smith, er de fem i stand til at overleve på øen. De laver ild, keramik, mursten, nitroglycerin, jern, en simpel elektrisk telegraf, et hus bygget af sten, "Granithuset" og et søgående skib. De kan også lokalisere deres position til 34°57′S 150°30′V.
Under deres ophold på øen, møder gruppen dårligt vejr og en orangutang, som de kalder Jupiter, Jup, og adopterer.
Øens mysterier kommer af flere forskellige uforklarlige hændelser: at Smith uforklarligt overlever faldet fra ballonen, den mystiske redning af hunden Top, en boks fyldt med udstyr (våben, ammunition, værktøj osv.) og en besked i havet med et nødråb.
Da de finder flaskeposten, beslutter gruppen at sejle med deres nybyggede skib "Bonadventure" til naboøen Tabor Island, hvor den skibbrudne formodes at befinde sig. De finder Ayrton (fra en anden af Jules Vernes romaner: Kaptajn Grants børn), som lever som en vild, og henter ham tilbage til civilisationen. På vej tilbage til Lincoln Island er de ved at miste retningssansen, men finder tilbage takket være et bål, som ingen ved hvem har tændt.
Den hemmelighedsfulde ø er filmatiseret over ti gange. Bedst kendt er den amerikansk-engelske Mysterious Island (1961), med stop-motion-effekter af Ray Harryhausen og musik af Bernard Herrmann. I denne version er Ayrton udskiftet med kaptajn Nemo, der spilles af Herbert Lom.